# Bitka za Kupres 1942.
Bitka za Kupres bila je bitka koja se odigravala od 28. srpnja do 20. kolovoza na području Nezavisne države Hrvatske (danas BiH). Snage jugoslavenskih partizana su tom prilikom pokušale uništiti ustaško-domobranske snage u Kupresu.
Oko 600 pripadnika 3. bojne Crne legije pod vodstvom bojnika Rafaela Bobana je zajedno s domaćim ustaškim i domobranskim postrojbama pod zapovjedništvom pukovnika Franje Šimića gotovo mjesec dana branilo Kupres od četiri partizanske brigade. Partizani su izveli tri koncentrirana napada protiv 1500 ustaških vojnika tijekom noći 11./12. kolovoza, 14. kolovoza i 19. kolovoza. Svi partizanski napadi na Kupres bili su neuspješni, pri čemu su partizani zadobili osjetne gubitke zbog kojih su se povukli.

## Bitka

### Partizanska priprema
Nakon odbijanja napada na Bugojno, Druga proleterska brigada rasporedila je svoje bataljone na cestu između Kupresa i Bugojna i između Kupresa i Blagaja. Jedinice su vršile čišćenje terena napadajući čete lokalne ustaške milicije. Goneći ustašku miliciju iz Zlosela, brigada je u dva navrata upala u sam Kupres, a 28. srpnja gotovo ga je uspjela zauzeti. Međutim, narednih dana našla se pod udarom Bobanove 3. bojne Crne legije, koja je stigla iz Bugojna i nastojala se probiti u Kupres radi ojačanja garnizona.
Petog kolovoza u zoru istovremeno su krenuli u nastupanje 600 pripadnika Crne Legije iz Bugojna i borci iz Kupresa. Vještim manevrom uspjeli su odbaciti brigadu prema Blagaju i oko četiri popodne ući u Blagaj. Protunapadom brigada ih je uspjela odbaciti iz Blagaja, ali nije uspela spriječiti spajanje dviju skupina i pristizanje pojačanja u Kupres.

### Prvi napad na Kupres
Plan napada bio je jednostavan: partizanske brigade trebale su koncentričnim napadom likvidirati vanjsku obranu, upasti u mjesto i uništiti neprijatelja. Napad je bio predviđen za 21 sat 11. kolovoza. Napad su trebale izvesti 2. i 4. proleterska, 10. hercegovačka i 2. bataljun 3. proleterske brigade, bataljoni "Pelagić" i "Iskra" 3. krajiškog odreda i Kupreška partizanska četa - ukupno 13 bataljona, odnosno nešto manje od 2000 boraca. Glavni udar, između komunikacija koje vode od Bugojna za Kupres izvodile su 2. i 4. proleterska brigada i bataljon 3. krajiškog odreda.
Prodor dijelova 2. proleterske brigade i 3. krajiškog odreda u sjeverni dio naselja nije mogao biti izvršen jer je, zbog snažnog otpora, silina napada popustila. Vojska NDH na tom je prostoru ubacila svoje rezerve, brzo lokalizirali mjestimične prodore partizana i tako uspjeli konsolidirati obranu. Budući da su druge jedinice bile zadržane na prilazima gradu, to su se oba bataljuna 2. proleterske brigade i dijelovi 3. krajiškog odreda našli u teškoj situaciji. Dan je zatekao ove usamljene dijelove pred domobranskim utvrđenjima, izložene jakoj vatri. Kako je bilo očigledno da se više ne može ništa učiniti i da bi svako dalje ustrajanje na prodoru u grad bilo neopravdano, stožer brigade je obustavio napad, a jedinice povukao na Čardačicu i Malu Plazenicu.
Ostala dva bataljuna 4. brigade, koji su napadali s juga, preko Kupreškog polja, naišli su na otpor ustaša još u selu Brdima, oko 4,5 km južno od Kupresa. Istureni dijelovi su se, međutim, brzo povukli. Bataljuni su odmah nastavili kretanje ka Kupresu. Pošto su izgubili dosta vremena na zaposjedanje Pogane Glavice, 2. bataljun je pred zoru izbio pred Kupres. Pošto nije uspio uhvatiti vezu sa susjednim jedinicama i ocjenivši da bi prema trenutnoj situaciji samostalni prodor bilo bezizgledan i doveo do nepotrebnih žrtava, stožer je u zoru izvukao svoj bataljun iz dodira s neprijateljem.
Jedinice NOVJ tokom noći uspješno su savladale vanjsku obranu mjesta, ali su pri tome izgubile dosta vremena i snage. Tako su se u zoru našle na otvorenom polju, bez pogodnih zaklona, pred glavnom neprijateljskom crtom obrane, na rubu mjesta koje nigdje nije bilo ozbiljno narušeno. Jedino je Druga proleterska napravila ograničen prodor u sjevernom dijelu mjesta. Stožeri su stoga povukli svoje bataljone izvan domašaja neprijateljske vatre i napad se ugasio.
Odstupajući kroz sela Olovo, Osmanlije, Zlosela, Botun i Vrila, partizani su, u cilju odmazde jer su poraženi kod Kupresa, zapalili 46 kuća i štala i otjerali 461 govedo i 1762 ovce.
Ocjenivši da je napad suzbijen i da se partizanske jedinice povlače, ustaške postrojbe krenule su za njima da bi ih razbili i raspršili. Iz grada su se, u svim pravcima, uputile kolone, podržane topničkom vatrom i djelovanjem aviona, dok su istovremeno iz Bugojna krenuli jači dijelovi da bi raščistili put za Kupres. Pred nastupanjem nadmoćnih snaga i naletima avijacije, jedinice 2. proleterske brigade su se oko 9 sati povukle s Čardačice i Male Plazenice, a borci su produžili ka Velikim i Malim Vratima i Malom Stožeru. Pod upornim pritiskom, 2. proleterska brigada je bila prisiljena odstupiti i s tih položaja, i tako se ponovno oslobodila komunikacija Kupresa s Bugojnom.

### Drugi napad na Kupres
Delegat Vrhovnog štaba Sreten Žujović stekao je dojam da su razlozi za neuspjeh napada, osim objektivnih okolnosti, i nedovoljna umješnost i nedovoljno zalaganje jedinica, i tu svoju ocjenu prenio je Vrhovnom štabu. Štabu 4. brigade uputio je pismo u kojem ga je implicitno prekorio primjerom Druge proleterske. Ovo je među borcima 4. proleterske stvorilo snažnu motivaciju da se dokažu u borbi i otklone sumnje u svoju borbenu vrijednost. U takvoj atmosferi čak su i ranjenici iz bolnice Brano Selić i Ilija Vujisić, studenti iz Kolašina, ustrajali da zajedno sa svojim bataljonima krenu u napad. Obojica su poginuli iste noći.
Vrhovni štab je odlučio da se ponovni napad na Kupres odloži za 13./14. kolovoza i izvede snagama 2. i 4. proleterske, 1. krajiške i 10. hercegovačke i 2. bataljona 3. proleterske brigade, dijelom 3. krajiškog odreda i bataljona "Vojin Zirojević" - ukupno 16 bataljona, odnosno 2400 boraca. Napad su trebale izvršiti 2. proleterska brigada sa sjevera, od Malih vrata i Velikih vrata; 1. krajiška i 10. hercegovačka brigada sa zapada i jugozapada; 4. proleterska brigada s istočne i južne strane, na istom odsjeku i istim pravcem kojima je i prvi put napadala. Početak napada: 13. kolovoza u 21,00.
Poučene iskustvom iz prvog napada, partizanske brigade su prethodnu fazu savladavanja vanjske obrane oko Kupresa savladali mnogo efikasnije, i sve jedinice su se do deset sati navečer našle u borbi na prvoj crti kuća ili nadomak nje. Uslijedio je juriš na rovove, mitraljeska gnijezda i utvrđene zgrade na rubu grada. Već u ovoj fazi, ustaške su postrojbe postigle bitan uspjeh, nanijevši partizanskim jedinicama na prilazima teške gubitke. Sustav vatre bio je veoma dobro organiziran i gust, tako da, čim bi otkrili nazočnost partizana na određenom sektoru, uslijedila bi intenzivna, unaprijed pripremljena minobacačka i mitraljeska vatra. Najteže gubitke pretrpeli su drugi i četvrti bataljon 4. proleterske.
Sve su jedinice, trpeći teške gubitke po grupama uspjele prodrijeti u prve rovove i dokopati se prvih kuća. Uz pomoć bombaša napredovalo se po grupama, korak po korak, od kuće do kuće. Prvi bataljon 4. proleterske napredovao je duž glavne ulice. Prva krajiška brigada probila se do baterije brdskih topova i vatrenom kontrolom onemogućila njeno korištenje. Međutim, usprkos velikom zalaganju da osvoji topove, zaustavljena je na 30 metara od njih. Međutim, ovi mjestimični prodori nisu pokolebali obranu. Obrana je uspjela održati u svojim rukama najznačajnije objekte: silos, žandarmerijsku kasarni i Hrvatski dom, i nanijeti napadačima ozbiljne gubitke. Pukovnik Šimić sve vrijeme je čvrsto držao jedinice u svojim rukama, koordinirao obranu i intervenirao pričuvom na ugroženim sektorima.
Partizani nisu uspjeli uspostaviti komandu i veze u Kupresu. Zamjenik komandanta 4. proleterske brigade Špiro Mugoša probio se s jedinicama u Kupres, ali je bio odsječen i poginuo zajedno sa svim kuririma. Pred zoru, partizanske jedinice bile su izmorene, desetkovane i suočene s oskudicom streljiva. Također, bilo je nužno izvući veliki broj ranjenika. Bilo je očigledno da otpor ustaških snaga ne popušta i da partizanski napadi više nemaju izgleda za uspjeh. U toj situaciji štabovi su izdali zapovijed za odvajanje od neprijatelja i izvlačenje iz Kupresa. Osjetivši popuštanje partizanskog pritiska, stožer snaga NDH je pokrenuo svoje jedinice u opći protunapad, u lov partizanskih jedinica u povlačenju. Partizani su bili prisiljeni na ogorčenu obranu zaštitnih dijelova da bi spriječili odsjecanje jedinica i omogućili izvlačenje ranjenika.
Nakon sređivanja jedinica, Vrhovni štab je, osvjedočivši se u snagu kupreškog garnizona, odustao od daljnjih napada i usmjerio operativnu grupu brigada prema Mrkonjić Gradu i Jajcu.

## Suprotstavljene snage

### Partizanske snage
11./12. kolovoza - ukupno 13 bataljuna, odnosno nešto manje od 2000 boraca
- 2. proleterska brigada
- 4. proleterska brigada
- 10. hercegovačka brigada
- 2. bataljon 3. proleterske brigade
- dijelovi 3. krajiškog odreda (bataljoni Pelagić i Iskra)
- kupreška partizanska četa

14. kolovoza - ukupno 16 bataljuna, 2400 boraca
- 2. proleterska brigada
- 4. proleterska brigada
- 10. hercegovačka brigada
- 1. krajiška brigada
- 2. bataljon 3. proleterske brigade
- dio 3. krajiškog odreda (bataljon Vojin Zirojević)

### Snage NDH
- Crna legija
- nekoliko domobranskih postrojbi
- Paravojne postrojbe Kupresa